# Борок (Львовская область)
Борок (укр. Борок, до 2019 г. — Бирки) — село в Сокальской городской общине Шептицкого района Львовской области Украины.

## История
Население по переписи 2001 года составляло 157 человек.

## Экономика
- спиртзавод[2] (29 декабря 2020 года он был продан фирме «Компания Климат Плюс»)[3].